# Gryon indicum
Gryon indicum är en stekelart som först beskrevs av Subba Rao och Chacko 1962.  Gryon indicum ingår i släktet Gryon och familjen Scelionidae. Inga underarter finns listade i Catalogue of Life.